# Archivio Lelli e Masotti
L'archivio fotografico Lelli e Masotti raccoglie la produzione dei fotografi Silvia Lelli e Roberto Masotti dalla fine degli anni '60 ad oggi. Nel 1979 è stata creata la sigla "Lelli e Masotti" in occasione della collaborazione con il Teatro alla Scala di Milano, che si è conclusa nel 1996. Nel 2018 è stato dichiarato bene di particolare interesse storico dal Ministero della Cultura grazie alla produzione fotografica e alle pubblicazioni conservate. 

## Storia
Silvia Lelli (1950) e Roberto Masotti (1947-2022) nascono a Ravenna, terminano gli studi a Firenze e si trasferiscono a Milano nel 1974. Da allora fotografano il mondo delle performing arts e della musica, sviluppando una vera e propria attitudine per la scena. Il palcoscenico è sempre stato il focus della loro ricerca, si sono dedicati al mondo del teatro, della danza e delle musiche di ogni genere.  
Hanno collaborato con artisti come: Leonard Bernstein, Placido Domingo, John Cage, Pina Bausch, Miles Davis, Carla Fracci, Keith Jarrett, Frank Zappa, Franco Battiato, Tadeusz Kantor, Merce Cunningham, Giuseppe Sinopoli, Maurizio Pollini, Karlheinz Stockhausen, Demetrio Stratos, Jan Garbarek, Arvo Pärt, Pier’ Alli, Claudio Abbado, Riccardo Muti, Sylvano Bussotti, Kim Kashkashian, Luciana Savignano, per citarne solo alcuni.

## Patrimonio
L'archivio analogico conserva complessivamente circa 350.000 fotogrammi dal 1969 al 2004:
- negativi in bianco nero e relativi provini a contatto
- diapositive a colori
- negativi a colore
- stampe
- cd + lp
- programmi del Teatro alla Scala inerenti ai loro progetti
- pubblicazioni inerenti ai loro progetti
- riviste

L'archivio digitale è attivo dal 2004 e comprende:
- produzione fotografica dal 2004
- scansione di parte dell’archivio analogico

## Selezione di mostre
- Musica, gesto, teatralità, Imola 1978, Reggio Emilia 1980
- Ravenna recenti memorie, Ravenna 1987
- Diari di fotografia, Barberino di Mugello 1988
- Magia della scena, Yokohama 1988
- Catalogo, BOB, Bussottioperaballett, Genazzano 1988
- L’attimo prima della musica, Aosta 1991 - Ginevra 1996, Milano 2007
- Musiche, Biennale di fotografia, Torino 1991 e Teatro Regio, Torino 1992, Tokyo 1995, (Musike-Ver como escuchar), Istituto Italiano di Cultura, Madrid, 2012, Galleria Nazionale dell’Umbria, Perugia 2016, MAR, Museo D’Arte della città di Ravenna, 2017, Palazzo Reale, Milano 2019
- Note Sparse, Sadurano 1994, Brescia 1997, Milano 1998, Dello Scompiglio, Vorno / Capannori, 2014
- Note Sparse: la musica delle immagini, antologica Brescia 1997/98
- Il caso Makropulos, Torino 1994
- Riccardo Muti: dieci anni alla Scala, Museo Teatrale alla Scala, Milano 1996
- Musicamera, Corsico 1997
- Borderline, notes éparses, Ginevra 1997
- Suoni, spazi, silenzi, Brescia 1997, Milano 1998 e 1999, Bibbiena 2005
- Per Exempla, Falstaff, con videoinstallazione, Ravenna 2001
- Giuseppe Sinopoli, attimi, sguardi, Taormina 2005
- Passacaglia Alta, Stanze in/passaggio, con videoinstallazione, Exilles 2010
- La Vertigine del Teatro, Istituto Italiano di Cultura, Parigi, 2011, Firenze, 2018
- A Poem, 29 Arts In Progress gallery, Milano, 2018

## Pubblicazioni
- Teatro alla scala, Magia della Scena, Massimo Baldini Editore, 1986
- Ravenna recenti memorie, Ravenna Festival ed. 1987
- Catalogo, b.o.b. Bussottioperaballett, Massimo Baldini Editore 1988
- Diari di fotografia, Arte Contemporanea n. 2 1988
- L’attimo prima della musica, Musumeci 1991
- Riccardo Muti dieci anni alla Scala, Leonardo Arte 1996 (più edizione giapponese)
- Milano, laboratorio musicale del Novecento, Scritti per Luciana Pestalozza,(portfolio fotografico), Archinto 2009
- Bianco Nero Piano Forte, Edizioni Ravenna Festival 2009
- La Vertigine del Teatro, Nomos Edizioni, 2009
- Musike-Ver como escuchar, Istituto Italiano di Cultura, Madrid, 2012
- Stratos e Area, nonsequential-Arcana, 2015
- Musiche, Silvana Editoriale, 2016, nuova edizione 2019